# علی کمر
 علی کمر روستایی اباد در ایران که از توابع دهستان گرده در 45 کیلومتری شهر اردبیل و 20 کیلومتری شهر نمین واقع شده‌است. حدود ۳۰ نفر جمعیت ثابت که تقریبا ۴۰ نفر هم فصلی به آن اضافه میشوند . کسانی که اهل این روستا هستند در پایان نام خانوادگی‌شان پسوند علی کمر دارند. شغل اصلی مردم این روستا، دامداری و کشاورزی است و محصولات آن غلاتی چون گندم، عدس، جو و میوه جاتی چون سیب، زردآلو، گلابی و به و آلبالو میباشد. زبان مردم این روستا آذری و مذهب آنها تشیع میباشد.   
از این روستا به راحتی می توان کوه سبلان را تماشا کرد. روستا با خانه های کاه گلی در گذشته بلوک سیمانی و بتون آرمه و اجر اکنون متمرکز پیرامون چشمه روستاست.که علاوه بر یک مسجد نوسازی شده یک حسینیه نوسازی شده  نیز دارد که روبروی چشمه روستاست. متاسفانه این روستا با وجود تعدادی دانش آموز، مدرسه ای متروکه دارد که قابل استفاده نیست و دانش آموزان هرروز به مدارس نمین رفت و آمد میکنند.نام روستا برگرفته از رگه های رنگی و سنگی موجود در لایه های زیرین خاک این روستاست که در گذشته به وضوح نمایان بوده، بخاطر آن اول به اسم الا کمر و بعدا به علی کمر تغییر نام داده است. روستای من علی کمر ، باغهایش داده ثمر.
مش حیدر و باغ امامش،  
دل می‌برد چشمه ی ابش.